# Biserica „Sfânta Treime” din Morenii Vechi
Biserica „Sf. Treime” este o biserică amplasată în Morenii Vechi, raionul Ungheni, Republica Moldova. Este un monument arhitectural de importanță națională inclus în Registrul monumentelor Republicii Moldova ocrotite de stat cu nr. 1665 (raionul Ungheni). Datează din anii 1930.